# Youssef Hajdi
Youssef Hajdi (Tarascona, 8 giugno 1979) è un attore francese.

## Biografia
Di origine marocchina, Hajdi nasce nella regione delle Bocche del Rodano, ma a vent'anni si trasferisce nella capitale per intraprendere la sua carriera di attore. Nel 2007, debutta in 13 m² di Barthélémy Grossmann, interpretazione per la quale viene candidato ai Premi César 2008, nella categoria Miglior Esordiente.

## Filmografia
- 13 m², regia di Barthélémy Grossmann (2007)
- Truands, regia di Frédéric Schoendoerffer (2007)
- L'invitato (L'Invité), regia di Laurent Bouhnik (2007)
- La Première Étoile, regia di Lucien Jean-Baptiste (2008)
- Black, regia di Pierre Laffargue (2008)
- L'esplosivo piano di Bazil (Micmacs à tire-larigot), regia di Jean-Pierre Jeunet (2009)
- Adèle e l'enigma del faraone (Les Aventures extraordinaires d'Adèle Blanc-Sec), regia di Luc Besson (2010)
- Halal police d'État, regia di Rachid Dhibou (2011)
- La Ligne droite, regia di Régis Wargnier (2011)
- Low Cost, regia di Maurice Barthélémy (2011)
- Les Hommes libres, regia di Ismaël Ferroukhi (2011)
- Due agenti molto speciali (De l'autre côté du périph), regia di David Charhon (2012)
- Mohamed Dubois, regia di Ernesto Ona (2013)
- Gibraltar, regia di Julien Leclercq (2013)
- Il paradiso degli orchi (Au bonheur des ogres), regia di Nicolas Bary (2013)
- Vincent n'a pas d'écailles, regia di Thomas Salvador (2014)
- Tête baissée, regia di Kamen Kalev (2014)
- Les Nouvelles Aventures d'Aladin, regia di Arthur Benzaquen (2015)
- Rapinatori (Braqueurs), regia di Julien Leclercq (2015)
- Problemos, regia di Éric Judor (2017)
- Larguées, regia di Éloïse Lang (2018)
- Pupille - In mani sicure (Pupille), regia di Jeanne Herry (2018)
- Doppia pelle (Le Daim), regia di Mr. Oizo (2019)
- Damien veut changer le monde, regia di Xavier de Choudens (2019)
- Bêtes blondes, regia di Maxime Matray e Alexia Walther (2019)
- Il club dei divorziati, regia di Michaël Youn (2020)
- C'est la vie, regia di Julien Rambaldi (2020)
- Brutus vs César, regia di Kheiron (2020)
- Bigbug (Big Bug), regia di Jean-Pierre Jeunet (2022)
- Teo e Zodì - Un cammello per amico (Zodi et Téhu, frères du désert), regia di Éric Barbier (2023)
- Petit Jésus, regia di Julien Rigoulot (2023)
- Il profumo dell'oro (Cash), regia di Jérémie Rozan (2023)
- Nouveau départ, regia di Philippe Lefebvre (2023)